# رابطة سيغما

المدارات الذرية والجزيئية، موضحًا عليها الرابطة سيغما بين 2 مدار s، ورابطة أخرى سيغما بين 2 مدار s.

في الكيمياء، الرابطة سيغما (الرابطة σ)  هي الرابطة التي لا يوجد لها شكل مسطح عقدي يحتوي على الخط الفاصل بين الذرتين.
الرابطة سيغما تم تسميتها على الحرف الإغريقي "σ"، كما في المدار s، حيث أن يتشابه المدار للرابطة سيغما هو نفسه الموجود في المدار s (عند ملاحظتها من على محور الرابطة). الرابطة سيغما هي أقوى أنواع الروابط التساهمية. وتنتج من تداخل رأس-رأس بين المداران المكونان لها، ويكون للأوربتالان الناتجان أضيق. وأحيانا ما تسمى الإلكترونات الموجودة في الرابطة سيغما بالإلكترونات سيغما.
وأبسط أنواع الرابطة سيغما هي التي تتواجد بين مدارين في جزيء الهيدروجين. وتوجد بعض الأنواع الغريبة من الرابطة سيغما، وذلك عند حدوث تفاعل بين الفلزات والأولفينات، حيث تتشكل الرابطة سيغما بين مدار d والرابطة باي الموجودة في الأولفين.